# Children of the Night
Children of the Night prvi je EP švedskog heavy/power metal sastava Dream Evil. Diskografska kuća Century Media Records objavila ga je 3. listopada 2003.

## Popis pjesama
| 1.    | »Children of the Night« (skraćena inačica) | 4:14 |
| 2.    | »Dragonheart«                              | 3:36 |
| 3.    | »Betrayed«                                 | 3:58 |
| 4.    | »Evilized« (akustična inačica)             | 4:53 |
| 16:41 |                                            |      |

## Zasluge
Dream Evil
- Niklas Isfeldt – vokali
- Gus G. – gitara
- Fredrik Nordström – ritam-gitara, klavijature
- Peter Stålfors – bas-gitara
- Snowy Shaw – bubnjevi, fotografija

Ostalo osoblje
- Sarah Shaw – fotografija